# Mästarnas mästare 2026
Den 18:e säsongen av TV-programmet Mästarnas mästare kommer att sändas i Sveriges Television under 2026 med Karin Frick som programledare efter Micke Leijnegard (som var programledare mellan 2009 och 2025). Denna säsong kommer att spelas in i Grekland under september 2025.
I likhet med den tionde säsongen, som sändes 2018, är detta en så kallad All-stars-säsong, vilket betyder att bara deltagare som tävlat förut i Mästarnas Mästare deltar igen. En skillnad mot den säsongen är att deltagarna kommer att tävla i par (istället för trios) utifrån sina sporter där varje par består av en manlig och en kvinnlig deltagare. Sju av de tio uttagna deltagarna har tidigare vunnit sin säsong. Sedan tidigare har Sveriges Television inte bekräftat tävlingsupplägget i detalj mer än att sändningarna kommer att ha en viss OS-prägel eftersom Sveriges Television sänder de Olympiska vinterspelen under början av 2026.

## Deltagare[1]
| Lag                        | Namn                   | Placering (vid tidigare deltagande)      |
| -------------------------- | ---------------------- | ---------------------------------------- |
| Friidrott (längd/höjdhopp) | Emma Green             | Trea (säsong 14)                         |
| Friidrott (längd/höjdhopp) | Michael Tornéus        | Vinnare (säsong 12)                      |
| Skidor/skidskytte          | Anders Södergren       | Vinnare (säsong 11)                      |
| Skidor/skidskytte          | Magdalena Forsberg     | Vinnare (säsong 5) samt tvåa (säsong 10) |
| Alpint                     | André Myhrer           | Vinnare (säsong 13)                      |
| Alpint                     | Anja Pärson            | Vinnare (säsong 16)                      |
| Ishockey                   | Danijela Rundqvist     | Vinnare (säsong 7)                       |
| Ishockey                   | Peter "Foppa" Forsberg | Vinnare (säsong 8) samt trea (säsong 10) |
| Simning                    | Lars Frölander         | Fyra i gruppspel (säsong 6)              |
| Simning                    | Therese Alshammar      | Trea (säsong 13)                         |